# Championnats d'Europe de gymnastique rythmique 2001
Navigation
Saragosse 2000 Grenade 2002
Les 17es Championnats d'Europe de gymnastique rythmique ont lieu à Genève en Suisse.

## Médaillées
| Épreuves                    | Or                    | Argent                | Bronze                 |
| --------------------------- | --------------------- | --------------------- | ---------------------- |
| Finales individuelles       |                       |                       |                        |
| Corde                       | Irina Tchachina (RUS) | Alina Kabaeva (RUS)   | Elena Tkachenko (BLR)  |
| Cerceau                     | Alina Kabaeva (RUS)   | Irina Tchachina (RUS) | Tamara Yerofeeva (UKR) |
| Ballon                      | Alina Kabaeva (RUS)   | Irina Tchachina (RUS) | Elena Tkachenko (BLR)  |
| Massues                     | Alina Kabaeva (RUS)   | Irina Tchachina (RUS) | Tamara Yerofeeva (UKR) |
| Finales en groupe           |                       |                       |                        |
| Concours général par équipe | Russie                | Grèce                 | Biélorussie            |
| 5 massues                   | Russie                | Ukraine               | Grèce                  |
| 2 ballons - 3 cordes        | Biélorussie           | Grèce                 | Bulgarie               |